# William Paats
William Paats Hantelmann (geboren als Friedrich Wilhelm Paats, Rotterdam, 12 januari 1876 – Asunción, 28 augustus 1946) was een Nederlands-Paraguyaans sportinstructeur. Verder was Paats onder anderen sportbestuurder en consul. 
Vaak beschouwd als de vader van het Paraguayaanse voetbal, verhuisde Paats' familie in 1894 naar Asunción in Paraguay. William was toen achttien jaar oud en merkte al snel het gebrek aan de formele beoefening van welke sport dan ook in Paraguay.
Na een paar jaar werd hij leraar lichamelijke opvoeding aan de Escuela Normal de Maestros in Asunción. Tijdens een van zijn reizen naar Buenos Aires kocht hij een bal en bracht die terug naar Paraguay; kort daarna begon hij de praktijk van voetbal aan zijn studenten te onderwijzen. De populariteit van voetbal in Paraguay steeg meteen. Door het succes en de enorme belangstelling van de mensen gaf Paats de aanzet tot de oprichting van de eerste Paraguayaanse voetbalclub; zo werd op 25 juli 1902 Club Olimpia geboren. Club Olimpia zou uiteindelijk uitgroeien tot de meest succesvolle voetbalclub van Paraguay, met onder andere drie CONMEBOL Libertadores-titels.
Paats was ook een van de oprichters van de Liga Paraguaya de Fútbol (Paraguayaanse voetbalbond) in 1906 en was voorzitter van deze organisatie van 1909 tot 1910. Hij promootte en doceerde ook de beoefening van andere sportdisciplines zoals cricket, tennis, zwemmen en roeien. Zijn passie voor sport en sociale activiteiten bracht hem er in 1921 toe om de sociale en sportclub Sajonia op te richten en in 1924 de Touring y Automóvil Club Paraguayo. Hij diende ook als consul voor Nederland tot 1935.
Paats stierf op 28 augustus 1946 in Asunción op zeventigjarige leeftijd en liet zijn nalatenschap achter als een van de belangrijkste sportpersoonlijkheden in Paraguay.

## Externe bron
- (es) Un hombre multifacético, artikel van 27 augustus 2006